# Die Dornenvögel (1983)
Die Dornenvögel ist ein US-amerikanischer Fernsehmehrteiler aus dem Jahr 1983. Die Handlung basiert auf dem gleichnamigen Roman der australischen Schriftstellerin Colleen McCullough von 1977. Geschildert wird die Geschichte einer australischen Farmerfamilie in der ersten Hälfte des 20. Jahrhunderts. Im Fokus steht dabei die Liebesgeschichte zwischen dem Priester Ralph de Bricassart und der Farmerstochter Meggie Cleary.

## Handlung
Der nach Australien strafversetzte katholische Priester Ralph de Bricassart hegt eine freundschaftliche Beziehung zu der reichen Großgrundbesitzerin Mary Carson. Auf ihrer Schaffarm Drogheda lässt Mary ihren mittellosen Bruder Paddy Cleary und seine Familie, die aus Neuseeland kommen, hart arbeiten. Marys Nichte Meggie Cleary hegt seit Kindertagen eine große Zuneigung zu dem attraktiven Pater, der auch mit ihrer Familie eng verbunden ist. Mary, die selbst in Ralph de Bricassart verliebt ist, sieht in Meggie von Anfang an eine Konkurrentin.
Nach Marys Tod erben nicht die Clearys, sondern die katholische Kirche ihr Vermögen mit der Auflage, dass Pater Ralph die Verwaltung übernimmt und die Clearys lediglich das lebenslange Wohnrecht bekommen. Mary verfasste dieses Testament mit Hinterlist erst am Abend vor ihrem Tod, nachdem sie sich Ralph zärtlich genähert hatte, von ihm aber zurückgewiesen worden war. Ralph steht nun vor der Wahl, das Testament zu vernichten, den Clearys ihr Recht auf das ganze Erbe zukommen zu lassen und für den Rest seines Lebens ein kleiner Geistlicher zu bleiben, oder das Vermögen anzunehmen und in der Kirche Karriere zu machen. Ralph entscheidet sich für letzteres und wird dadurch erst nach Sydney und dann nach Rom berufen.
Doch Ralph kann sich dem Zauber der zur Frau gereiften Meggie nicht entziehen. Meggie wird von Ralph schwanger und bringt einen Sohn namens Dane zur Welt. Dieser wird ebenfalls Priester und stirbt später im Alter von 27 Jahren in Griechenland bei dem Versuch, zwei Mädchen vor dem Ertrinken zu retten. Die Saga der Clearys endet in der dritten Generation auf der Farm Drogheda mehr als ein halbes Jahrhundert später, als Meggies Tochter, die brillante Schauspielerin Justine, sich aufmacht, ihr Glück in Europa zu suchen.

## Figuren (Auswahl)
Mary Elizabeth Carson
Mary Carson kam durch Heirat in den Besitz ihrer riesigen Schaffarm Drogheda. Doch Drogheda war für die verwitwete Frau immer nur ein Hobby. Darüber hinaus verfügt sie über ein gewaltiges Vermögen von 13 Millionen australischen Pfund, womit sie eine der reichsten Bürgerinnen Australiens ist. Ihren Bruder Paddy und Schwägerin Fiona behandelt sie wegen deren Armut herablassend.
Ralph de Bricassart
Pater Ralph wurde einst wegen Ungehorsams von der Kirche nach Australien verbannt. Er ist aber von Ehrgeiz zerfressen, es in der Kirche zu etwas Höherem zu bringen. Später bekommt er durch das Erbe Gelegenheit, seine Fähigkeiten unter Beweis zu stellen: Er wird erst Bischof und dann Kardinal. Doch die erhoffte Wahl zum Papst wird ihm nicht zuteil.
Er ist stets innerlich zerrissen zwischen seiner Liebe zu Meggie und seiner Liebe zu Gott, dem er durch sein Streben in der Kirche dienen will, und er kann sich nie so recht entscheiden. Während eines Inselurlaubs im Great Barrier Reef schläft er mit Meggie, die schwanger wird. Dann kehrt er wieder in den Vatikan zurück. Erst als sein Sohn Dane stirbt, erfährt er von seiner Vaterschaft. Die letzte Episode endet damit, dass er auf Drogheda im Beisein Meggies stirbt.
Meghann (Meggie) Cleary (später O’Neill)
Schon als Kind verliebt sie sich in Pater Ralph. Von da an kämpft sie gegen Gott und will Ralph für sich gewinnen. Als dies nicht gelingt, heiratet sie aus Trotz den Schafscherer Luke O’Neill. Dieser lässt sie als Wirtschafterin bei seinen Freunden Anne und Ludy arbeiten. Aus dieser Ehe geht Justine hervor. Trotz ihrer Ehe schläft sie mit Ralph und wird mit Dane schwanger. Aus Wut auf seine Arbeitssucht verlässt die schwangere Meghann Luke und kehrt zu ihrer Mutter Fee nach Drogheda zurück.
Fiona (Fee) Cleary
Fiona ist Meghanns Mutter und stammt eigentlich aus einer der mächtigsten Familien Neuseelands. Sie bringt acht Kinder zur Welt, sieben von ihrem Mann Paddy. Ihr Erstgeborener (Frank) kommt durch eine unglückliche Liebesbeziehung zustande, die sie als junges Mädchen in Neuseeland hat. Deswegen wird sie von ihrer Familie verstoßen und gegen Geld mit dem armen Landarbeiter Paddy Cleary verheiratet. Noch vor Beginn der Romanhandlung sterben zwei ihrer Söhne. Im Laufe der Serie sterben ihre Söhne Frank, Stuart, Hal und ihr Mann Paddy. Sie verstößt ihre einzige Tochter Meghann, bereut dies jedoch im Alter und ermahnt diese, Justine nicht das anzutun, was sie ihr angetan hatte.
Luke O’Neill
Luke kommt als Wanderarbeiter nach Drogheda und wirft in erster Linie einen Blick auf Mary und deren Vermögen. Er gibt vor, sich in Meggie verliebt zu haben und bittet sie eines Tages, seine Frau zu werden. Auch wenn Meggie im Inneren ihres Herzens nur Ralph liebt, ist sie für Lukes Avancen offen. Es kommt zur Hochzeit, kurz nachdem Meggie erfährt, dass Ralph die Kirche nicht aufgeben kann und sogar bereits Bischof wird. In der Ehe mit Meggie zeigt Luke sein wahres Gesicht: Er lässt Meggie unentwegt allein und interessiert sich auch nicht für die gemeinsame Tochter Justine. Nachdem Meggie – inzwischen heimlich schwanger von Ralph – den Entschluss gefasst hat, nach Drogheda zurückzukehren, verlässt sie Luke.
Justine O’Neill
Justine ist Meggies Tochter und Danes ältere Schwester. Sie leidet darunter, von ihrer Mutter nicht geliebt zu werden und gegenüber Dane immer den Kürzeren zu ziehen. Im Laufe der Jahre hat sie sich eine harte Schale zugelegt, die keiner zu durchbrechen vermag. Außer Dane kennt keiner ihre Gefühle. Fernab von Zuhause plant sie eine Karriere als Schauspielerin. Als Dane nach Rom geht, um Priester zu werden, lernt sie Rainer kennen - einen Mann, der sich auf den ersten Blick in sie verliebt hat und sich jahrelang bemüht, hinter ihre Fassade zu blicken. Erst nach langem Warten gelingt es ihm endlich, Justines Zuneigung zu erlangen. Als Dane zeitgleich stirbt, gibt Justine sich die Schuld daran, weil sie sich für ihren Bruder verantwortlich fühlt. Nach Danes Tod drängen Fee und Rainer Meggie dazu, sich mit ihrer Tochter zu versöhnen, ihr die Schuldgefühle zu nehmen und ihr somit eine glückliche Zukunft zu ermöglichen.
Dane Cleary O’Neill
Dane ist Meggies zweites Kind und ihr Liebling, weil er der Sohn ist, den sie mit ihrer großen Liebe Ralph gezeugt hat. Außer Meggie und Fee weiß niemand, dass Ralph sein Vater ist. Als Dane erwachsen ist, hat er nur den einen Wunsch, Priester zu werden. Als er auf Ralph trifft, wird sein Wunsch noch bestärkt, da er in ihm ein Vorbild sieht. Auch wenn Meggie nicht begeistert ist und über den Verlust ihres Sohnes an die Kirche zu verzweifeln droht, willigt sie ein, dass Ralph Dane mit sich nach Rom nimmt, wo er unter ihm eine Karriere beginnt.
Als Dane gemeinsam mit seiner Schwester Justine Ferien in Griechenland macht, ertrinkt er im Meer beim Versuch, zwei Mädchen zu retten. Erst nach seinem Tod erfährt Ralph die Wahrheit über seine Vaterschaft.

## Synchronisation
Die deutsche Fassung entstand in den Studios der Beta-Technik Filmbearbeitungsgesellschaft mbH in München. Die Dialogbücher schrieb Werner Uschkurat, der auch Regie führte.
| Darsteller          | Rolle                     | Synchronsprecher  |
| ------------------- | ------------------------- | ----------------- |
| Richard Chamberlain | Pater Ralph de Bricassart | Hartmut Reck      |
| Rachel Ward         | Maggie Cleary             | Viktoria Brams    |
| Barbara Stanwyck    | Mary Carson               | Tilly Lauenstein  |
| Bryan Brown         | Luke O’Neill              | Randolf Kronberg  |
| Jean Simmons        | Fiona Cleary              | Ingrid Andree     |
| Christopher Plummer | Erzbischof Conti-Verchese | Karl Walter Diess |
| Philip Anglim       | Dane                      | Elmar Wepper      |
| Sydney Penny        | junge Meggie              | Alana Horrigan    |
| Mare Winningham     | Justine O’Neill           | Sabine Plessner   |
| Allyn Ann McLerie   | Mrs. Smith                | Eleonore Noelle   |
| Richard Kiley       | Paddy Cleary              | Wolfgang Hess     |
| Antoinette Bower    | Sarah MacQueen            | Heidi Treutler    |

## Hintergrund
- Gedreht wurde der Film nicht in Australien, sondern in Kalifornien auf der nordöstlich von Los Angeles gelegenen Big Sky Ranch und der Hawaii-Insel Kaua'i.
- 1995/1996 entstand in Ergänzung dazu ein TV-Zweiteiler, der nur noch lose auf McCulloughs Roman basiert und sich unter anderem mit der Judenverfolgung während des Zweiten Weltkriegs beschäftigt, unter dem Titel Die Dornenvögel – Die verlorenen Jahre. Die Hauptrolle übernahm erneut Richard Chamberlain; alle anderen Rollen wurden neu besetzt[2].

## Erstausstrahlung in Österreich
- Der ORF erhielt als erster deutschsprachiger Fernsehsender die Senderechte und strahlte die Serie vom 26. bis 29. November 1983 aus. Mit durchschnittlich 3,6 Millionen Zusehern sind die Dornenvögel die erfolgreichste Serie in der Geschichte des Senders.

## Erstausstrahlung in Deutschland
- Der damals neue Privatsender Sat.1 sendete die Serie ab Januar 1985. Da Sat.1 damals über eine nur geringe Reichweite verfügte, wurde Die Dornenvögel in Deutschland erst ab der Ausstrahlung im Ersten zu einem großen Erfolg, die ab Oktober 1985 erfolgte.

## Auszeichnungen
Die Dornenvögel gewann unter anderem die folgenden Auszeichnungen:
- 1983 gewann der Mehrteiler Emmys in den Kategorien „Bestes Make-Up“, „Beste Art Direction“, „Bester Schnitt“, „Beste Hauptdarstellerin“, „Bester Nebendarsteller“, „Beste Nebendarstellerin“. Emmy-Nominierungen gab es in den Kategorien Beste Musik, Beste Kamera, Bestes Kostüm, Beste Regie, Bester Schnitt, Bester Hauptdarsteller, Bester Nebendarsteller, Beste Nebendarstellerin.

- 1984 bekam die Miniserie Golden Globe-Auszeichnungen in den Kategorien beste Miniserie, beste männliche Hauptrolle, beste männliche Nebenrolle, beste weibliche Nebenrolle. Golden Globe-Nominierungen gab es in den Kategorien „Bester Nebendarsteller“, „Beste Hauptdarstellerin“ und „Beste Nebendarstellerin“.

- Ebenfalls 1984 wurde Regisseur Daryl Duke für den DGA nominiert.

## Kritiken
„Mit großem äußeren Aufwand und einem Staraufgebot inszeniert, jedoch aufgesetzt und unecht wirkend. Sentimentale Unterhaltung, die an der Wirklichkeit vorbeizielt.“